# Orljakovo
Orljakovo falu Horvátországban, Károlyváros megyében. Közigazgatásilag Kamanjéhoz tartozik.

## Fekvése
Károlyvárostól 22 km-re, községközpontjától 1 km-re északnyugatra, a Kulpa jobb partján, a szlovén határ mellett fekszik.

## Története
A településnek 1857-ben 136, 1910-ben 115 lakosa volt. Trianon előtt Zágráb vármegye Károlyvárosi járásához tartozott. 2011-ben 191 lakosa volt.

## Lakosság
| Lakosság változása | Lakosság változása | Lakosság változása | Lakosság változása | Lakosság változása | Lakosság változása | Lakosság változása | Lakosság változása | Lakosság változása | Lakosság változása | Lakosság változása | Lakosság változása | Lakosság változása | Lakosság változása | Lakosság változása | Lakosság változása |
| ------------------ | ------------------ | ------------------ | ------------------ | ------------------ | ------------------ | ------------------ | ------------------ | ------------------ | ------------------ | ------------------ | ------------------ | ------------------ | ------------------ | ------------------ | ------------------ |
| 1857               | 1869               | 1880               | 1890               | 1900               | 1910               | 1921               | 1931               | 1948               | 1953               | 1961               | 1971               | 1981               | 1991               | 2001               | 2011               |
| 136                | 147                | 149                | 109                | 130                | 115                | 123                | 148                | 156                | 195                | 179                | 194                | 189                | 219                | 220                | 191                |

## Nevezetességei
Brlog várának romjai. 